# Alegría
Alegría je studijski album ameriškega jazzovskega saksofonista Waynea Shorterja, ki je izšel leta 2003 pri založbi Verve Records. To je drugi Shorterjev album, ki ga je posnel »Footprints Quartet«, ki ga sestavljajo Shorter, Danilo Perez, John Patitucci in Brian Blade.
Kompozicija »Orbits« je celotna in kvazi-orkestralna predelava istoimenske skladbe, ki jo je prvotno posnel 2. Davisov kvintet in je leta 1967 izšla na albumu Miles Smiles. Skladba »Capricorn 2« revidira še eno Shorterjevo kompozicijo, ki jo je sprva posnel Davis leta 1967 in je izšla leta 1976 na kompilacijskem albumu Water Babies, »Angola« pa je prvič izšla leta 1965 na Shorterjevem albumu The Soothsayer.

## Sprejem
Richard S. Ginell je album ocenil s 4 zvezdicami in v recenziji za AllMusic zapisal, da se »zdi, da disk potrjuje dolgo pričakovano kreativno indijsko poletje za Waynea Shorterja.« Recenziji Bena Ratliffa za The New York Times in Tada Hendricksona za CMJ New Music Report opažata Shorterjevo vrnitev forme. Don Heckman je v recenziji za Los Angeles Times komentiral »presenteljivo raznolikost« in »domišljijsko, visokoletečo svobodo, ki karakterizira Shorterjevo igranje«, dodal pa je še, da album ponuja »prepričljivo pričevanje o Shorterjevi nezmanjšani kreativnosti.«
Februarja 2004 je album prejel dva grammyja: za najboljšo instrumentalno jazz izvedbo posameznika ali skupine, skladba »Sacajawea« pa za najboljšo instrumentalno kompozicijo.

## Seznam skladb
Avtor vseh skladb je Wayne Shorter, razen kjer je posebej napisano.
| Št. | Naslov                                                                | Dolžina |
| --- | --------------------------------------------------------------------- | ------- |
| 1.  | „Sacajawea‟                                                           | 7:40    |
| 2.  | „Serenata‟ (Leroy Anderson, arr. Shorter)                             | 6:09    |
| 3.  | „Vendiendo Alegría‟ (Milka Himel, Joso Špralja, arr. Shorter)         | 7:03    |
| 4.  | „Bachianas Brasileiras No. 5‟ (Heitor Villa-Lobos, arr. Robert Sadin) | 6:00    |
| 5.  | „Angola‟                                                              | 5:28    |
| 6.  | „Interlude‟                                                           | 1:49    |
| 7.  | „She Moves Through the Fair‟ (traditional, arr. Shorter)              | 4:39    |
| 8.  | „Orbits‟                                                              | 6:09    |
| 9.  | „12th Century Carol‟ (anonymous, arr. Shorter)                        | 6:04    |
| 10. | „Capricorn 2‟                                                         | 5:59    |

## Glasbeniki
- Wayne Shorter – tenorski saksofon, sopranski saksofon
- Chris Gekker, Lew Soloff – trobneta (3, 9)
- Jeremy Pelt& – trobenta (5)
- Michael Boschen – trombon (9)
- Steve Davis – trombon (5)
- Bruce Eidem – trombon (3, 9)
- Jim Pugh – trombon (3, 5)
- Papo Vázquez – trombon (3)
- John Clark – (angleški) rog (3, 9), altovski saksofon (9)
- Stewart Rose – rog (3, 9)
- Stephen Taylor – rog (2, 8), oboa (2, 8)
- Marcus Rojas – tuba (9)
- Paul Dunkel – flavta (2, 3, 8)
- Chris Potter – tenorski saksofon (5), basovski klarinet (5)
- Allen Blustine – klarinet (2, 3, 8), basovski klarinet (2, 3, 8)
- Frank Morelli – fagot (2, 8)
- Brad Mehldau – klavir (2, 5, 8)
- Danilo Perez – klavir (1, 3, 7, 9, 10)
- Charles Curtis – čelo (2, 4 (solist), 8)
- David Garrett, Barry Gold, Gloria Lum, Daniel Rothmuller, Brent Samuel, Cecilia Tsan – čelo (4)
- John Patitucci – bas (1, 2, 4, 5, 7, 8, 9, 10)
- Brian Blade – bobni (1, 2, 6, 7, 8, 10)
- Terri Lyne Carrington – bobni (3, 5, 9)
- Alex Acuña – percussion (3, 4, 5, 9)
- Robert Sadin – conductor (2, 3, 8, 9)